# General Cepeda
General Cepeda là một đô thị thuộc bang Coahuila, México. Năm 2005, dân số của đô thị này là 11284 người.